# Босанска Крупа
Босанска Крупа (на босненски: Bosanska Krupa) е град и община в Северозапанда Босна и Херцеговина в състава на Унско-сански кантон от Федерация Босна и Херцеговина.
Градът е разположен на река Уна, на около 350 km от столицата Сараево и на 30 km северозападно от град Бихач.
Населението е 58 320 души.